# Brotheas mawarinumensis
Espèce
Brotheas mawarinumensis est une espèce de scorpions de la famille des Chactidae.

## Distribution
Cette espèce est endémique d'Amazonas au Venezuela. Elle se rencontre à Río Negro sur la Sierra de Imerí.

## Description
La femelle holotype mesure 61,99 mm.

## Étymologie
Son nom d'espèce, composé de mawarinum[a] et du suffixe latin -ensis, « qui vit dans, qui habite », lui a été donné en référence au lieu de sa découverte, le río Mawarinuma.

## Publication originale
- González-Sponga, 1991 : Arácnidos de Venezuela. Escorpiones del tepui La Neblina, Territorio Federal Amazonas. (Scorpionida: Chactidae: Butidae). Boletín de la Academia de Ciencias Físicas, Matemáticas y Naturales, vol. 51, no 163/164, p. 11-62.